# 滑膛槍炮

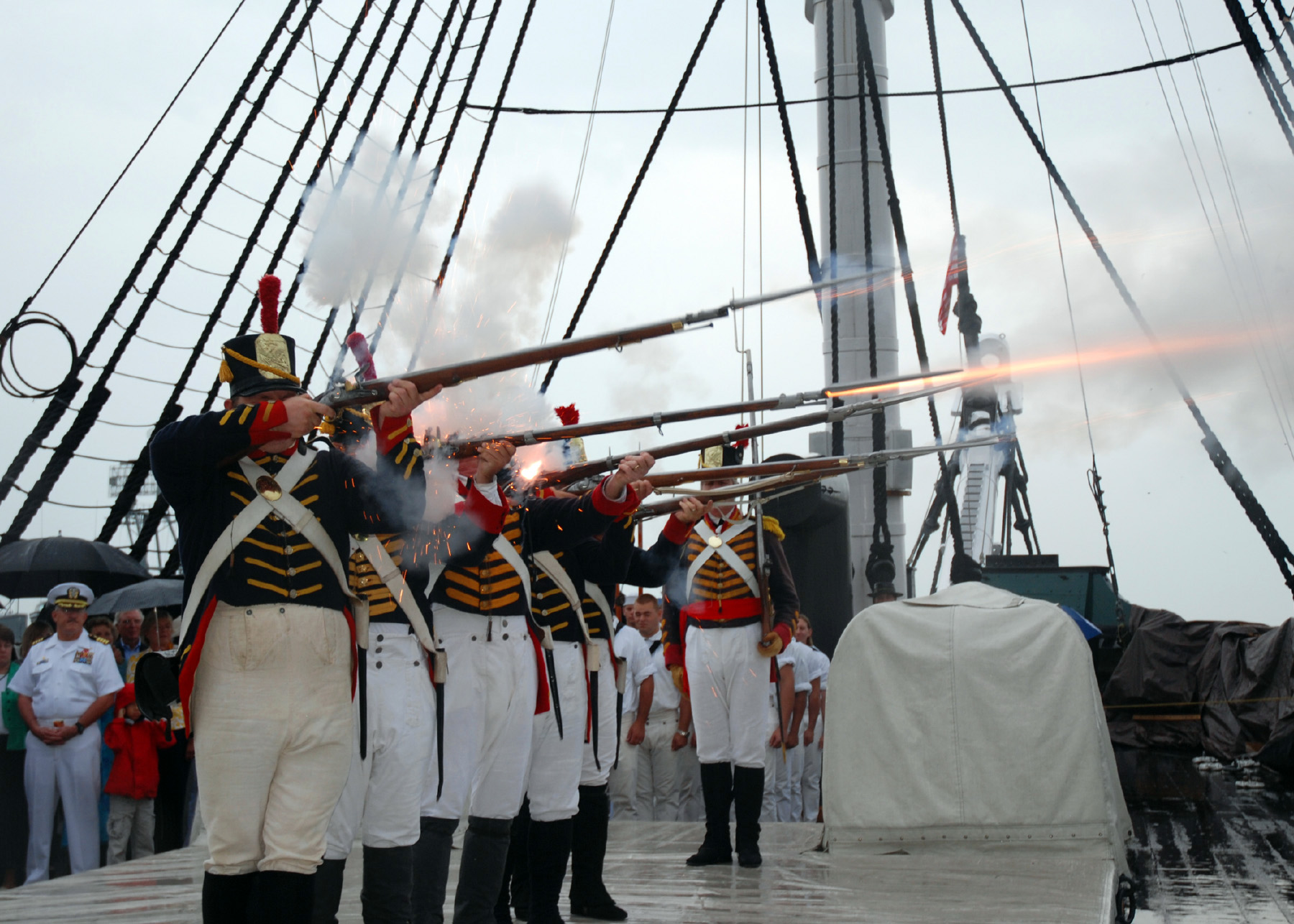
前裝滑膛火繩槍

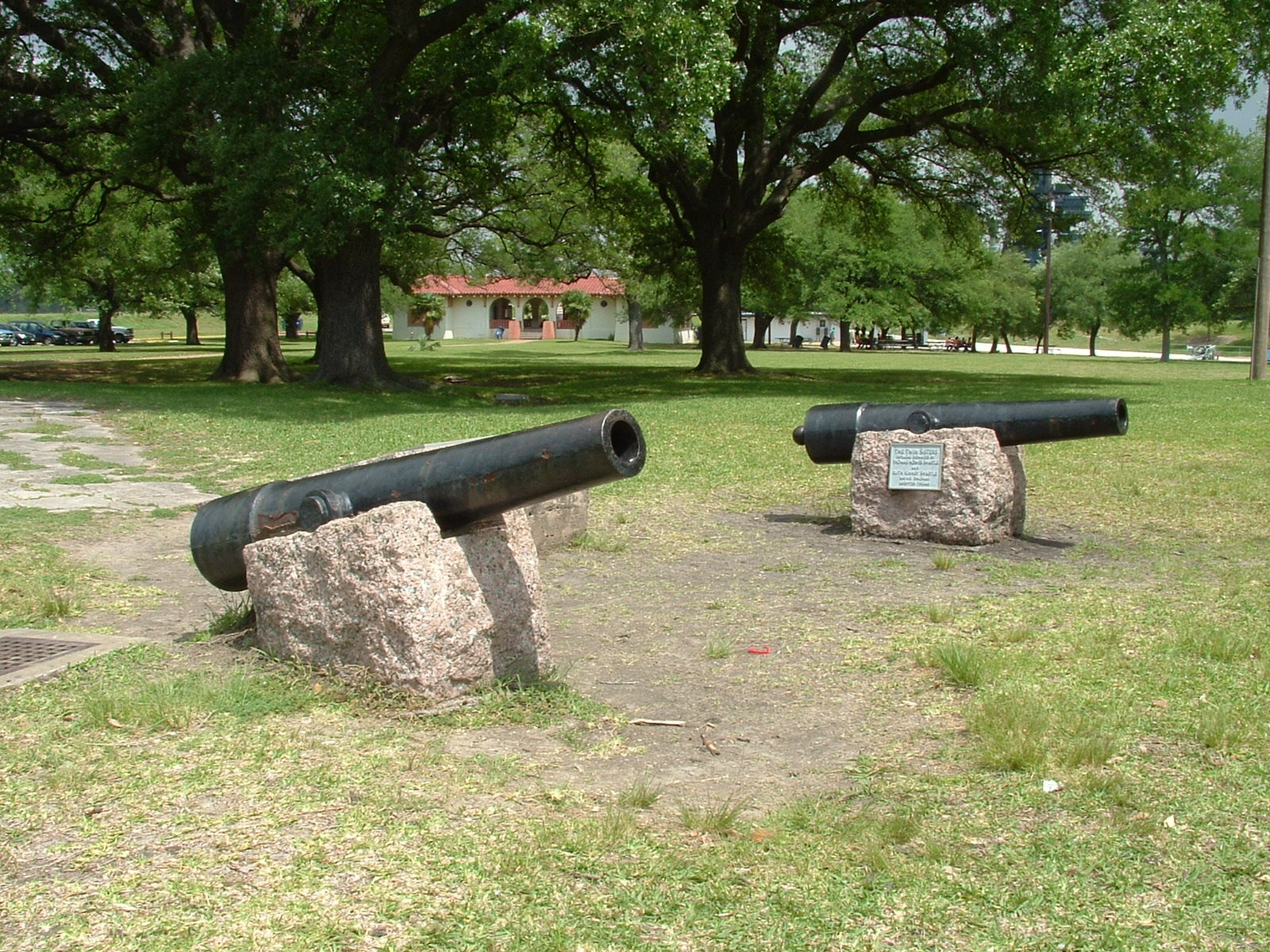
19世紀聖哈辛托戰役中的滑膛加農炮

滑膛槍炮（smoothbore gun）是指身管內壁沒有膛線的火器。人類最早期發明的火器都是前裝滑膛槍械，也就是不具有膛線、並需於槍炮口方向裝填彈藥的火器設計。由於早期的滑膛炮彈與炮膛間密合不平整，造成火藥燃氣外洩而大大降低火藥推力，導致其射程近、精度低、殺傷力弱，因此在膛線問世後逐漸被線膛槍炮取代。但隨著近代機械製造工藝不斷進步解決了彈膛密合問題，滑膛炮反而因炮彈不會自旋可保存更大動能、與發射時炮管損耗較低而開始被重新廣泛應用於坦克炮上，重新回到歷史的舞台中。

## 早期設計
早期火器拥有光滑的膛管，发射炮弹时几乎不带旋转。炮弹（抛射物）必须拥有稳定的外形，比如带尾翼的箭状物或球体，以此减小发射时的震动。然而，球体炮弹在飞行中会因马格纳斯效应随机转动。
之後人類發明了線膛炮，其炮管內壁刻有膛線（Rifling，又稱為來福線），砲彈發射時會受到膛線的導引而產生具有穩定功能的自旋效果，並進而提升槍砲的精準度。因此緣故線膛槍砲逐漸取代滑膛炮，並成為今日槍械類武器的主流設計。然而，線膛槍砲並不是完全沒有缺點，其火藥爆炸時部分動能會被用於產生自旋，無法完全利用在砲彈初速的產生上，而稍微減弱了破壞力。經過加工的槍管本身也有發射次數的壽命極限。

## 現代滑膛炮

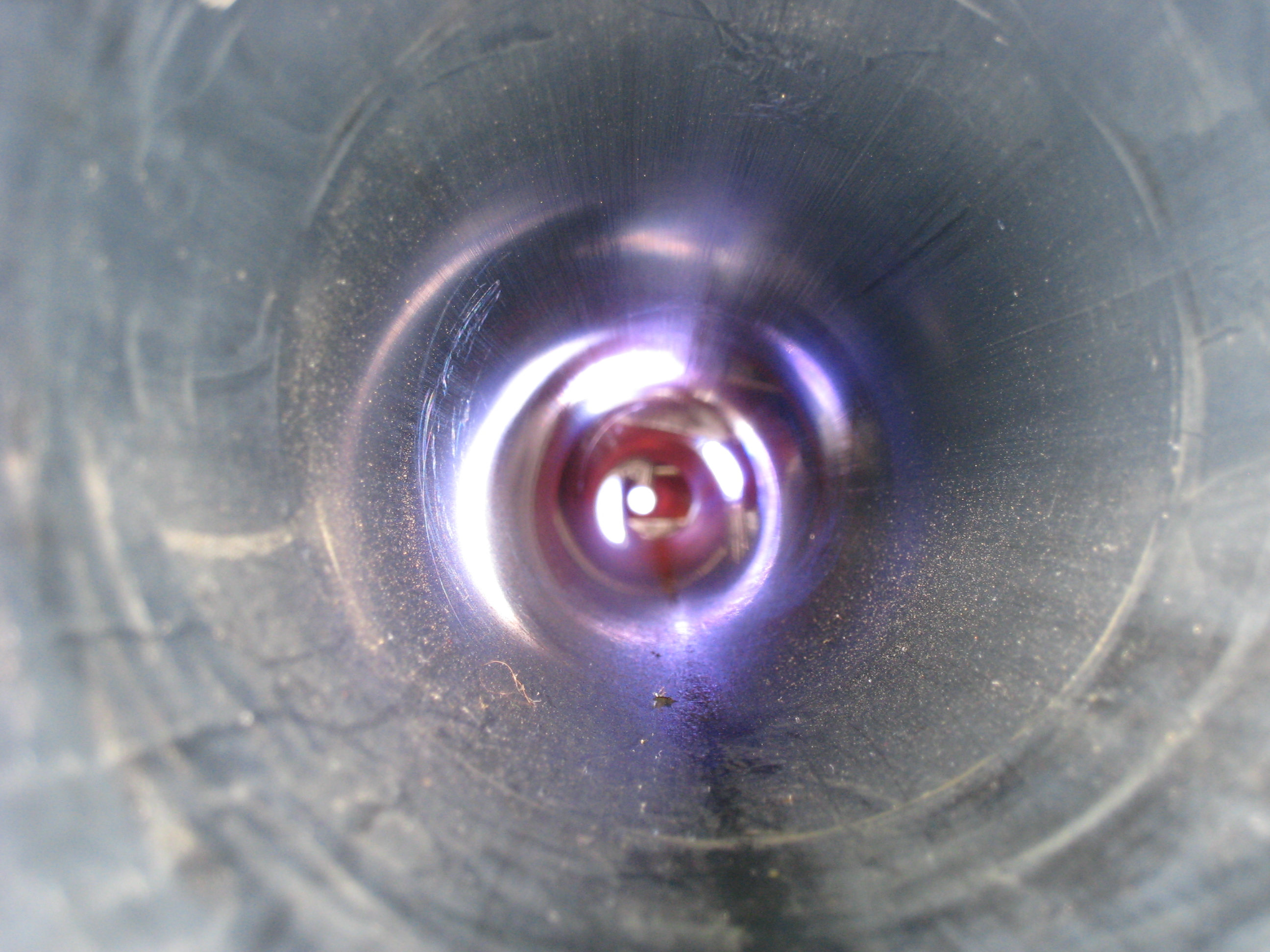
德國萊茵金屬Rh-120戰車砲的炮管內視，可以見到其並無刻上膛線的光滑內壁。

在一度因為膛線槍砲的普及而式微之後，在近代滑膛炮因被用於反坦克火炮等用途，而重新獲得重视和发展。现代主战坦克也大多使用滑膛炮，特别是所搭載的主砲為反坦克專用的無後座力炮之場合。采用滑膛炮发射的炮弹因飞行中不需旋转，在離開砲口前不會承受巨大的旋轉力，因此不易磨損炮管。原本坦克在使用滑膛炮時射程可能較小，後來隨著翼穩脫殼穿甲彈等改良式的彈藥出現才得到解決；一般來說這種炮的口徑不會很大，但是造價較低，且可以發射如以色列製的拉哈特反坦克飛彈（LAHAT）之類、以火砲而非火箭發射器作為發射載台的導引飛彈。
蘇聯是近代最早致力於把滑膛炮復活的國家，其於1960年代前所研製T-62主戰坦克，就裝備了115毫米口徑的滑膛主炮。此型戰車砲採用由彈翼穩定的炮彈，好處是能把炮彈動能幾乎全都用於彈道和穿甲，而且對於高爆反坦克彈（HEAT）來說，若由會令炮彈自旋的線膛炮發射，會因其穿甲噴流消散而減弱穿甲威力。至於動能穿甲彈方面，由於要追求高長徑比以增強穿甲威力，若長徑比大於1:7的話則會很難自旋，再加上線膛炮由於炮彈和炮管內壁之間劇裂磨擦而令其壽命較短。諸多原因的考量下，滑膛炮成為一種比線膛砲更適合用於戰車主砲的設計，而重新成為今日主要的火砲設計型式。